# لانکویتس
لانکویتس (به آلمانی: Berlin-Lankwitz) یک منطقهٔ مسکونی در آلمان است که در Steglitz-Zehlendorf واقع شده‌است. لانکویتس ۴۰٬۳۸۵ نفر جمعیت دارد.